# شجره (شهر)
شجره (به عربی: الشجرة) یک شهر در اردن است که در استان اربد واقع شده‌است.